# John Rylands Library

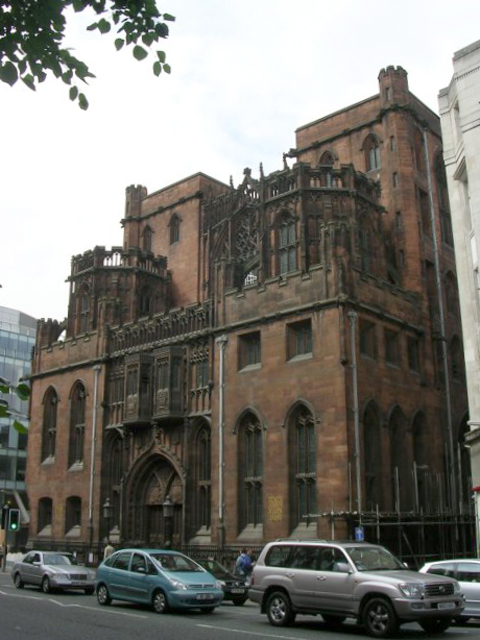
Façana del John Rylands Library, Manchester, Anglaterra

El John Rylands Library, és un edifici gòtic victorià de la ciutat de Manchester, Anglaterra. Conté una important biblioteca de llibres i documents antics, fundada per la Sra. Enriqueta Agustina Rylands en memòria del seu difunt marit, John Rylands. Des del juliol de 1972, l'edifici ha servit com a secció especial de les col·leccions de la John Rylands University Library (JRUL).
Aquestes col·leccions inclouen manuscrits medievals, exemples de les primeres formes de la impremta europea, inclosa la Bíblia de Gutenberg, i els documents personals de figures notables locals, com ara Elizabeth Gaskell i John Dalton.
Hi ha hagut una sèrie d'ampliacions de l'edifici, l'última de les quals es va completar el 2007.

## Les col·leccions
Els fonaments de les col·leccions de la Biblioteca van ser la Biblioteca de Althorp Lord Spencer el 1892 i va adquirir una part de la Biblioteca Lindesiana adquirit a partir de James Ludovic Lindsay, comte de Crawford el 1901. La Biblioteca Lindesiana fou una de les col·leccions privades més importants de la Gran Bretanya de l'època, tant per la seva grandària com per la raresa d'alguns dels materials que la formaven. Les col·leccions de manuscrits (inclosos els llibres impresos xinesos i japonesos) es van vendre el 1901 a la senyora Rylands per a la Biblioteca John Rylands.
Les col·leccions inclouen manuscrits medievals, exemples de les primeres formes de la impremta europea, inclosa la Bíblia de Gutenberg, així com els documents personals de distingides figures històriques com Elizabeth Gaskell, John Dalton i John Wesley. La biblioteca acull també els fragments de papir coneguts com els Papirs Rylands. El més notable d'aquests és l'anomenat Fragment de Sant Joan o Papir Rylands P52, que es creu és el més antic document conservat del Nou Testament, que correspon a l'Evangeli segons Joan i conté el passatge del judici de Jesús davant Ponç Pilat, datat abans de l'any 125. També acull el Papir Rylands 463, un fragment manuscrit de l'Evangeli de Maria.
La col·lecció d'incunables està formada pel voltant de 4.500 documents, dels quals prop de 3.000 procedien de la col·lecció de Lord Spencer.